# Khaljidynastie
De Khalji's of Khilji's waren een Turks-Perzische clan van krijgslieden, die tussen de 12e en 15e eeuw met tussenpozen verschillende staten in het noorden van India regeerden. Tussen 1204 en 1227 regeerden Khalji's Bengalen. Vanaf 1224 erkenden deze de sultan van Delhi als hun soeverein. Een andere tak van de Khaljiclan had belangrijke posities aan het hof in Delhi. In 1290 en 1296 werd een van die hovelingen, Jalaluddin Firuz Khalji, zelf sultan van Delhi, door een einde aan de daar regerende Slavendynastie te maken. De Khaljidynastie van Delhi kwam echter al in 1320 ten einde en werd gevolgd door de Tughluqdynastie.

## Geschiedenis
De Khalji's waren oorspronkelijk Turkse krijgslieden die in de 12e eeuw in dienst traden van de heersers van het Perzische Rijk en Afghanistan, de Ghaznaviden en later Ghowriden. Ze bekeerden zich tot de islam en vestigden zich in Khorasan. Na de verovering van het noorden van India door Muhammad Ghowri dienden ze de sultans van Delhi. 
De krijgsheer Muhammad Khalji veroverde in dienst van de sultans Muhammad Ghori en Qutbuddin Aibak gebieden in het noordoosten van India, zoals Bihar (1203) en delen van Bengalen. Daarbij werd bruut geweld niet geschuwd. Zijn krijgslieden plunderden en moordden steden als Nalanda of Nabadwip uit. De boeddhistische kloosters, universiteiten en heiligdommen in het gebied werden vernietigd. Muhammad Khalji sneuvelde in 1206 tijdens een mislukte veldtocht naar Tibet. Zijn opvolgers bleven Bengalen besturen, min of meer onafhankelijk van de sultan van Delhi. Onder Ghiyasuddin Iwaj Khilji kregen de Khilji's van Bengalen zoveel macht, dat ze een bedreiging gingen vormen voor Delhi.
In 1224 viel Iltutmish, de sultan van Delhi, daarom Bengalen binnen. Na een nederlaag was Ghiyasuddin Iwaj Khilji gedwongen in de sultan van Delhi zijn meerdere te erkennen. Een paar jaar later verklaarde hij zich opnieuw onafhankelijk om in 1227 weer door Iltutmish te worden verslagen. Ditmaal toonde deze geen genade. Ghiyasuddin Iwaj Khilji werd terechtgesteld en Iltutmish stelde in Bengalen een gouverneur aan.
De Khaljidynastie van Delhi kwam in 1290 aan de macht, toen Jalaluddin Firuz Khalji tot sultan werd gekozen. Hij was weinig populair en werd in 1296 vermoord door zijn neef Alauddin Khalji (1296 - 1316). Deze bleek een bekwaam heerser en militair. Hij hervormde het bestuur van het sultanaat en veroverde grote gebieden in de Dekan en het zuiden van India. Belangrijker worden zijn defensieve militaire successen tegen de Mongolen van het Khanaat van Chagatai geacht, die India behoedden voor de verwoesting die de Mongolen elders in Eurazië aanrichtten. Alauddin Khalji's opvolger Qutbuddin Muhammad Shah was echter geen capabele sultan. Hij werd in 1320 vermoord door zijn vizier Khusrau Khan, wat de weg vrijmaakte voor de gouverneur van Punjab om de macht te grijpen. Deze Ghiyath ud-Din Tughluq stichtte vervolgens de Tughluqdynastie.
In 1436 werd Mahmud Khilji sultan van Malwa. Zijn opvolgers heersten tot 1531 over Malwa, om in dat jaar door het sultanaat van Gujarat te worden onderworpen.